# Lagonda Rapide
Der Lagonda Rapide ist eine viertürige Sportlimousine des Automobilherstellers Lagonda. Der von 1961 bis 1964 hergestellte Rapide basierte auf dem Aston Martin DB4 und war David Browns Versuch, den Markennamen Lagonda wieder auferstehen zu lassen, den Namen einer Firma, die er 1947 gekauft und die 1958 ihr bislang letztes Fahrzeug gebaut hatte.

## Fahrzeugcharakteristika
Die Karosserie des Rapide hatte Carrozzeria Touring in Mailand nach detaillierten Vorgaben von David Brown entworfen. Auf Browns Wunsch hin erhielt das Auto Heckflossen und einen Kühlergrill in Form eines Kummets, der an den Edsel erinnerte. An der Frontpartie befanden sich Doppelscheinwerfer, die versetzt installiert waren und ein „Chinese Eyes“ genanntes Motiv wiedergaben, das seinerzeit beliebt war und sich an so unterschiedlichen Autos wie dem Triumph Herald und dem Rolls-Royce Silver Cloud III in der Sonderversion von Mulliner Park Ward fand.
Technisch beruhte der Rapide auf dem Fahrwerk des Aston Martin DB4, dessen Radstand allerdings um 400 Millimeter auf nunmehr 2890 Millimeter verlängert worden war. Eine Besonderheit gegenüber dem Ausgangsmodell war die De-Dion-Hinterradaufhängung, die später auch im Aston Martin DBS verwendet wurde. Zwei Triebwerke standen zur Verfügung:
- Basismotorisierung war ein 3995 cm³ großer Sechszylinder, der eine vergrößerte Version des aus dem DB4 bekannten Motors (dort mit 3,7 Liter Hubraum) darstellte. Die Leistungsausbeute betrug 236 PS bei 5000 Umdrehungen pro Minute. Dieses Triebwerk kam später auch in den Aston Martin DB5.
- Alternativ konnte der Rapide mit dem (nach wie vor) 3,7 Liter großen Motor des Aston Martin DB4 Vantage ausgestattet werden, der einen überarbeiteten Zylinderkopf aufwies und von drei Vergasern gespeist wurde; seine Leistung betrug 266 PS.

Als Kraftübertragung wurde serienmäßig eine Dreigang-Automatik von BorgWarner eingebaut; auf Wunsch war auch das Vierganggetriebe des Aston Martin DB4 verfügbar.
Der etwa 1,7 Tonnen schwere Wagen war sehr luxuriös ausgestattet. Lederpolsterung, elektrische Fensterheber, Radio und Picknick-Tische in den Lehnen der Vordersitze gehörten zur Serienausstattung.

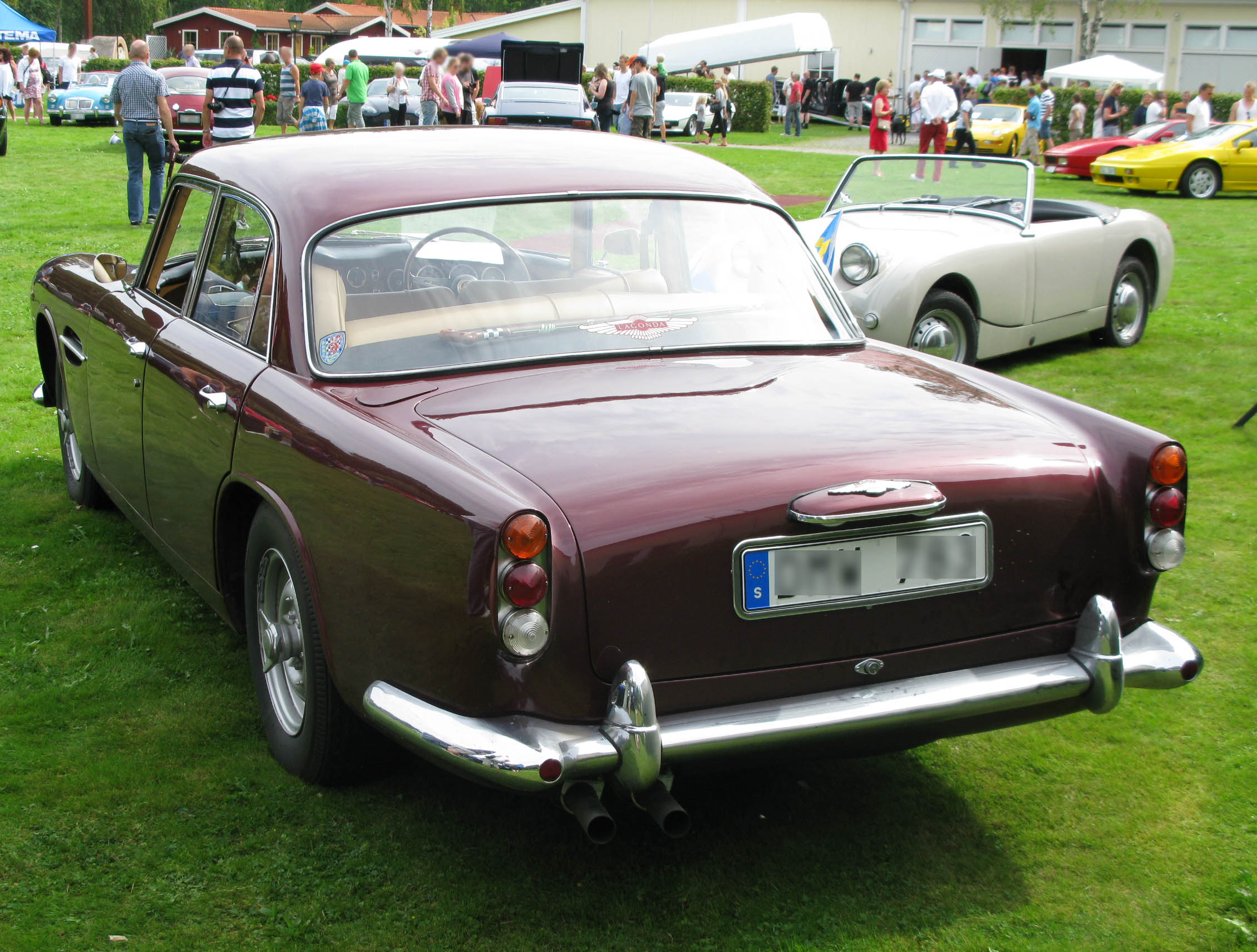
Heckansicht
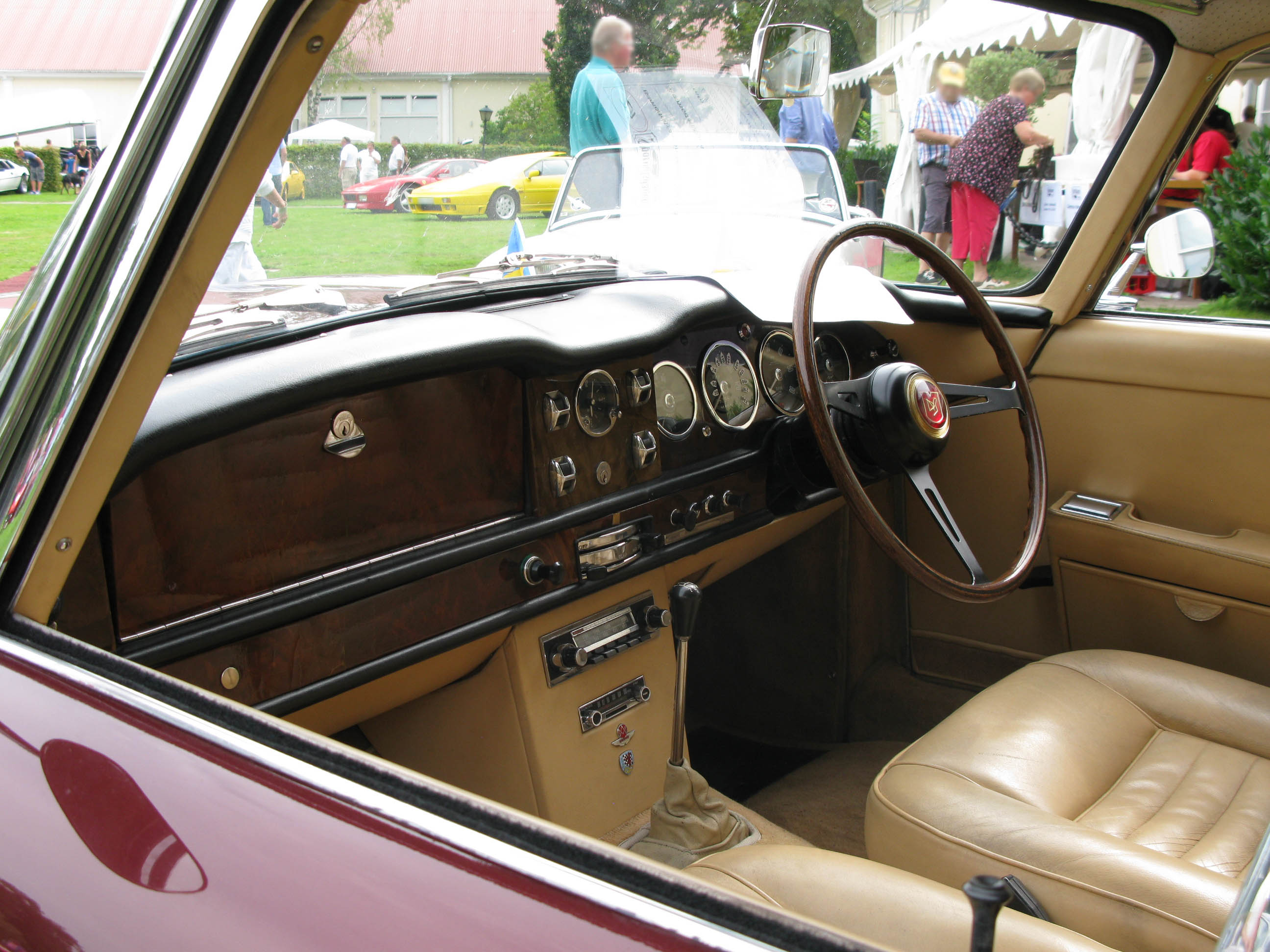
Interieur

## Produktion
Der Lagonda Rapide wurde im Sommer 1961 der Öffentlichkeit vorgestellt und zum Preis von £ 4950 angeboten. Damit lag er etwa auf dem Preisniveau eines Bristol 407 und stellte eines der teuersten Autos britischer Herkunft dar. Er blieb bis 1965 im Angebot. In dieser Zeit wurden 55 Exemplare hergestellt, die, um Kundenwünsche so weit wie möglich zu berücksichtigen, im Detail stark voneinander abwichen. Acht Fahrzeuge gab es mit Linkslenkung. Mindestens ein Exemplar wurde nachträglich zu einem fünftürigen Shooting Brake umgebaut; Hersteller ist  "the Carrosserie Company Ltd." (und nicht das Unternehmen Radford, das in den 1960er-Jahren auch eine Reihe von Aston Martin DB5 und DB6 in Shooting Brakes umwandelte).
Der Lagonda Rapide wurde nur auf Bestellung gefertigt. Von den 55 hergestellten Fahrzeugen sollen heute noch 48 Stück existieren.

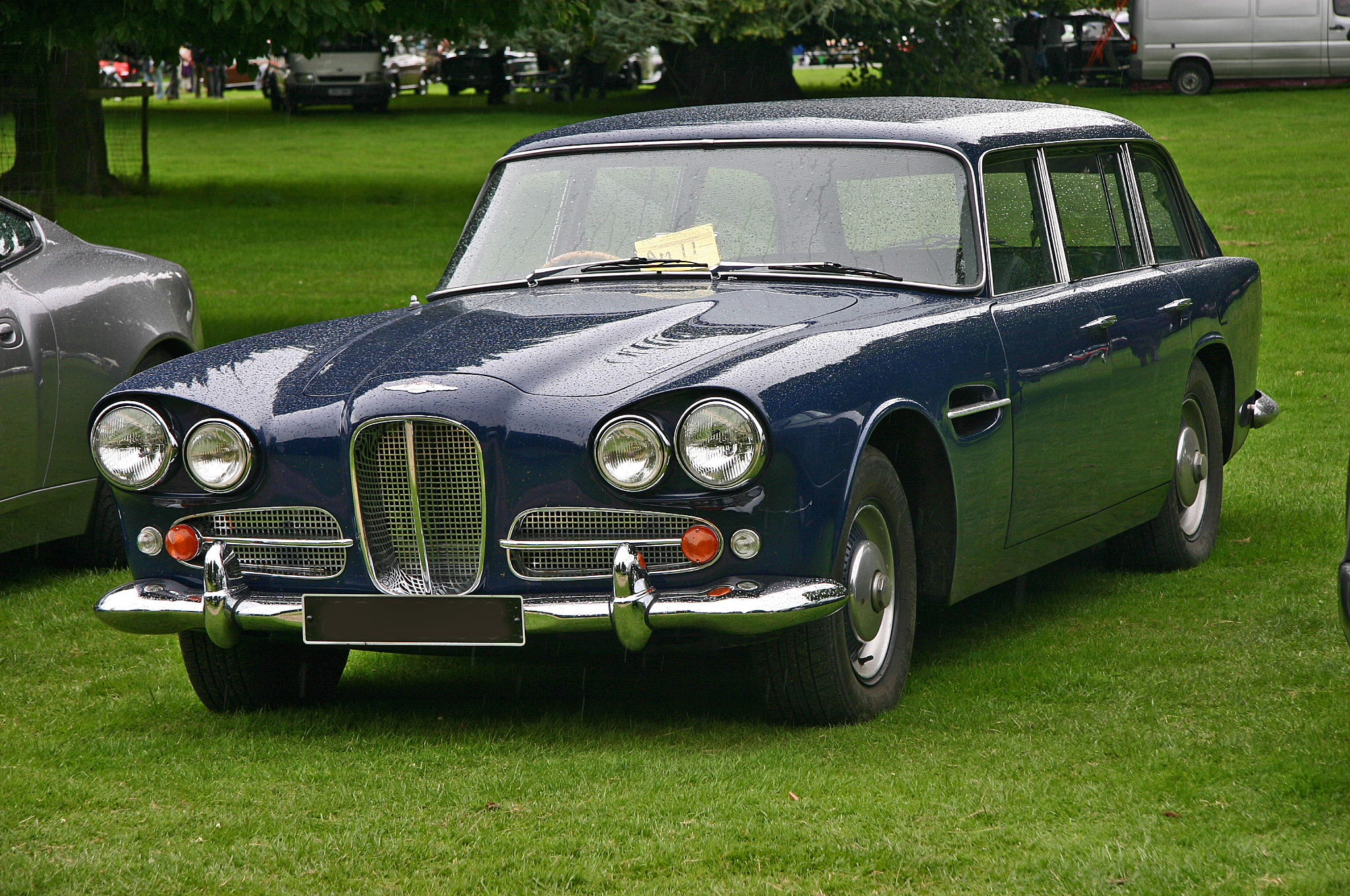
Lagonda Rapide Shooting Brake
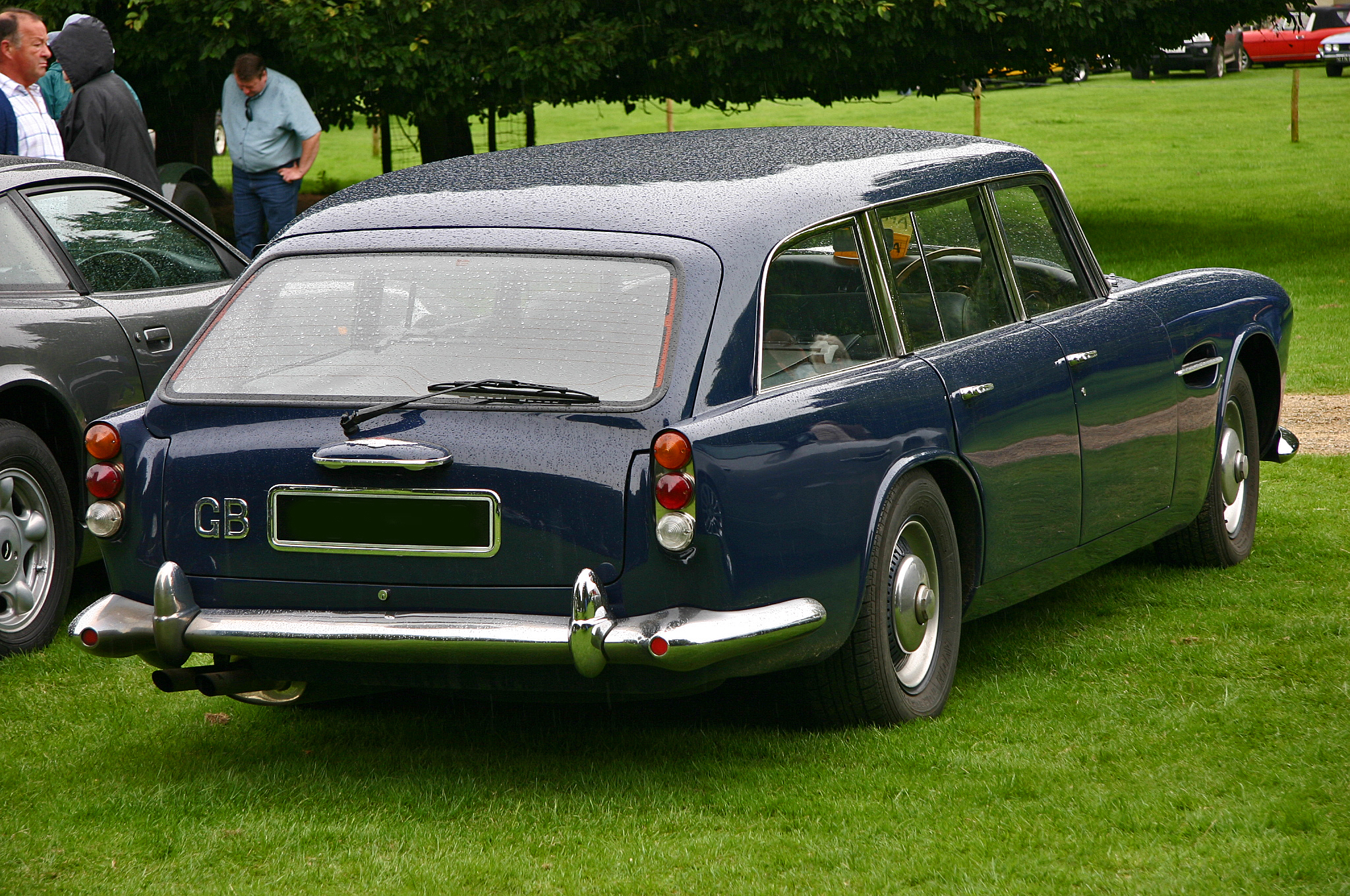
Heckansicht

## Weiteres Schicksal des Rapide
Der Lagonda Rapide war das erklärte Lieblingsfahrzeug von David Brown. Er hatte sich eine weit größere Verbreitung des Wagens erhofft. Sie scheiterte einerseits an dem hohen Preis; andererseits sprach das Design nicht jeden an, da es eine „unspezifische Mischung amerikanischer und italienischer Linien“ darstellte.
John Wyer, ein Aston Martin-Manager, versuchte zwei Jahre nach der Vorstellung, die Konstruktion an Alvis weiterzugeben, wo augenscheinlich über die Produktion einer viertürigen Limousine nachgedacht wurde. Bislang hatte es nur einzelne Viertürer gegeben, die von Hermann Graber in der Schweiz individuell eingekleidet worden waren. Das Geschäft scheiterte aber am Widerstand von David Brown.

## Konkurrenten
- Alvis TD 21 und Alvis TE 21
- Bristol 407 und 408
- Maserati Quattroporte I